# Délfor Méndez
Délfor Méndez (Magdalena, 1894-1950) fue un escritor de Argentina. 
Délfor Méndez es el seudónimo de Delfor Mendizábal. Nació en 1894 en la ciudad de Magdalena, provincia de Buenos Aires. A los 25 años publicó su primer libro, Caminito del fin (1919) y lo sucederían Vida: cantos de amor, de juventud y de optimismo (1921) y Tibiezas de nido (1923), entre otras. 
Autor de la letra del himno oficial del Club de Gimnasia y Esgrima La Plata. Falleció a los 56 años. Abuelo de Maria Claudia Falcone, estudiante de secundaria de 16 años desaparecida durante el Proceso de Reorganización Nacional en la Noche de los Lápices.

## Obra
- Caminito del fin, 1919.
- Vida: cantos de amor, de juventud y de optimismo, 1921.
- Tibiezas de nido: poesías, 1923.
- Silvano Ponce: la novela de un mensual, 1938.
- Viñetas platenses, 1950.